# Сніжинка

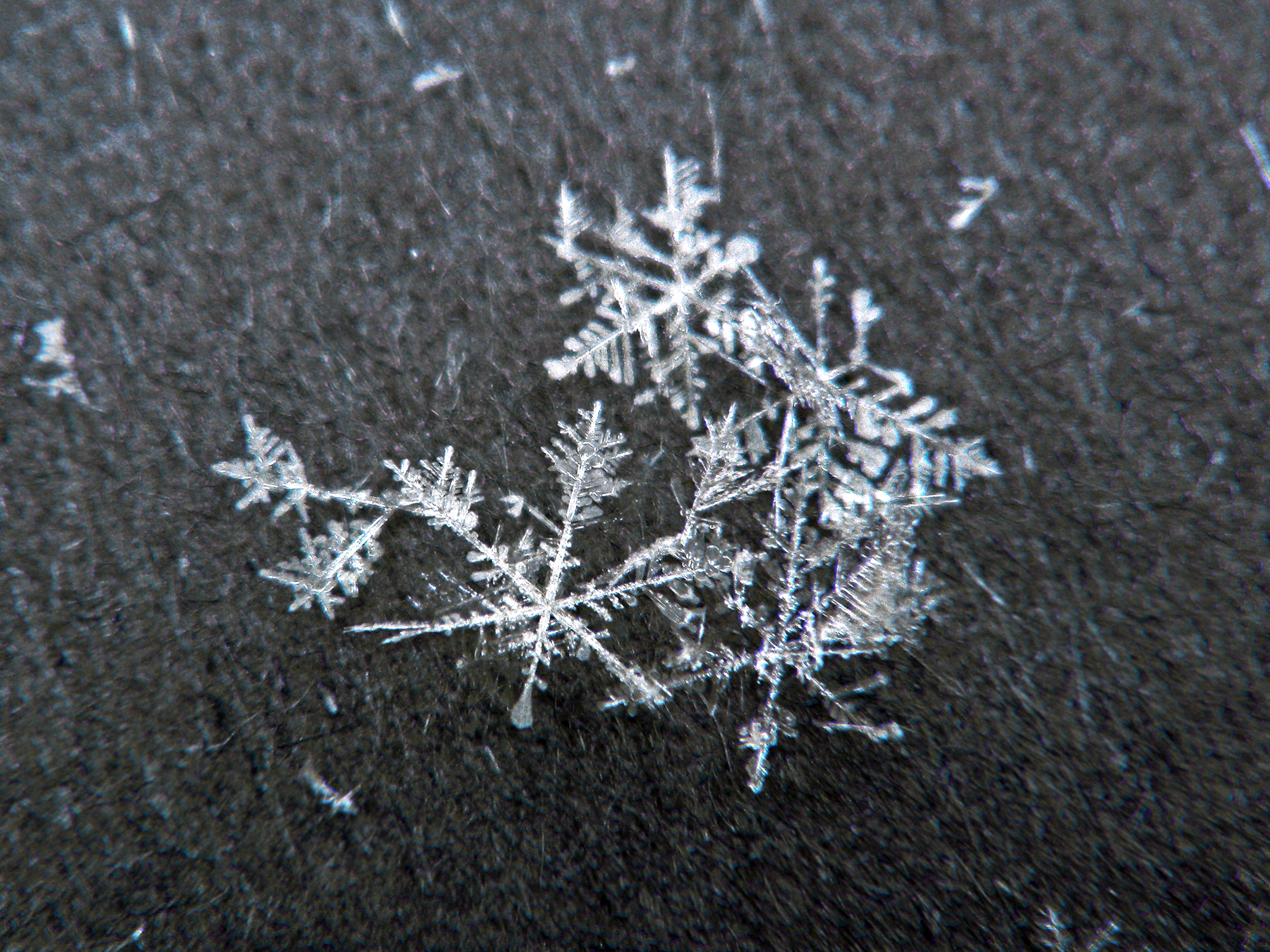
Декілька сніжинок, сфотографованих на темному тлі так, що їх видно неозброєним оком

Сніжи́нка — це одиничний кристал льоду або агрегація кристалів, що падає до поверхні Землі крізь атмосферу. Сніжинки утворюються з кристаликів снігу, сформованих внаслідок замерзання мікроскопічних крапель води у переохолодженій хмарі. Вони бувають різноманітних розмірів і форм. Складні форми — це лусочки, що рухаються через різні режими температури та вологості. Кожна окрема сніжинка майже унікальна за своєю структурою. Сніжинки, укладені у форму кульок, називають крупа. На вигляд вони білого кольору, незважаючи на те, що утворюються з чистого льоду. Це пов'язано з дифузним віддзеркаленням усього спектру світла на малих гранях кристалу.

## Утворення
Для утворення сніжинок у порівняно тепліших хмарах повинні бути аерозольні частки, що перебувають у контакті з краплею як ядро. Частинки, що створюють крижані ядра, відрізняються від ядер, на яких формуються краплі рідини хмари. Однак незрозуміло, що робить їх ефективними. Глина, пустельний пил і біологічні частинки можуть бути такими, хоча якою мірою — невідомо. Штучні ядра містять частинки срібла та сухого льоду, їх використовують для стимулювання опадів шляхом засіву хмар.
Після того, як крапля замерзла, вона росте в середовищі, де повітря насичене льодом, за температури, нижчої від  точки замерзання. Потім крапля зростає з осадженням молекул води в повітрі (пара) на лід поверхні кристала, де вони були зібрані. Оскільки краплі води, через їх велику наявність, більші, ніж кристалики льоду, останні можуть рости до сотень мікрометрів або міліметрів у розмірі за рахунок водяних крапель. Цей процес відомий як Вегенер-Бержерон-Фіндейсен процес. Відповідні виснаження парів води призводять до випаровування крапель. Це означає, що кристали льоду ростуть за рахунок крапель. Великі кристали є ефективним джерелом опадів, оскільки вони проникають крізь атмосферу завдяки їх масі і можуть зіштовхуватися чи злипатися в кластери або агрегати. Зазвичай ці агрегати є частинками льоду, які падають на землю. У списку Книги рекордів Гіннеса найбільша сніжинка в світі була у січні 1887  в Форт-Кео, Монтана; одна виміряна сніжинка у ширину 15 дюймів (38 см). Хоч це повідомлення фермера є сумнівним, агрегати шириною з три або чотири дюймів спостерігаються. Монокристали були розміром з копійку.
Точні деталі механізму прилипання, залишаються спірними. Можливості містять механічне блокування, спікання, електростатичне тяжіння, а також існування шара, подібного до рідини, на поверхні кристала. Окремі кристали льоду, часто мають гексагональну сингонію. Незважаючи на розсіювання світла на гранях кристала та западин/недоліків, кристали часто мають білий колір через дифузне віддзеркалення всього спектру світла частинками. Форма сніжинки визначається в цілому за температурою та вологістю, за якої вона утворюється. Рідко при температурі близько −2 ° С (28 ° F) сніжинки можуть утворюватися в симетрії третього порядку — трикутних сніжинок. Найбільш поширені снігові частинки помітно нерегулярні, хоча майже ідеальні сніжинки можуть бути більш поширеними в картинках, оскільки вони візуально привабливіші.. Малоймовірно, що будь-які дві сніжинки є подібними у зв'язку з передбачуваною кількістю 1019(10 квінтильйонів) водяних молекул, які складають типову сніжинку, що росте з різною швидкістю та формою в залежності від зміни вищезгаданих температури та вологості в атмосфері так, що сніжинка падає крізь неї власною траєкторією.

### Симетрія
Неагреговані сніжинки часто демонструють шестиразову діедральну симетрію. «Шестирукі» сніжинки або дендрити ростуть незалежно одна від одної, і кожен бік кожного плеча зростає незалежно. Більшість сніжинок неповністю симетричні. Мікросередовище, в якому зростає сніжинка в міру змін, коли сніжинка падає через хмари, і найменші зміни температури та вологості впливають на те, яким чином молекули води додаються до сніжинки. Мікросередовище  (і його зміни) є ідентичним навколо сніжинки, кожен важіль може рости майже так само. Однак перебування у тому самому мікросередовищі не гарантує, що кожна рука ростиме однаково. Дійсно, на деякі кристалічні форми, що знаходяться в основі механізму росту кристалів, також впливає те, як швидко кожна поверхня кристалу росте. Емпіричні дослідження показують: менше, ніж 0,1 % сніжинок мають ідеальну шестиразову симетричну форму.

## Унікальність

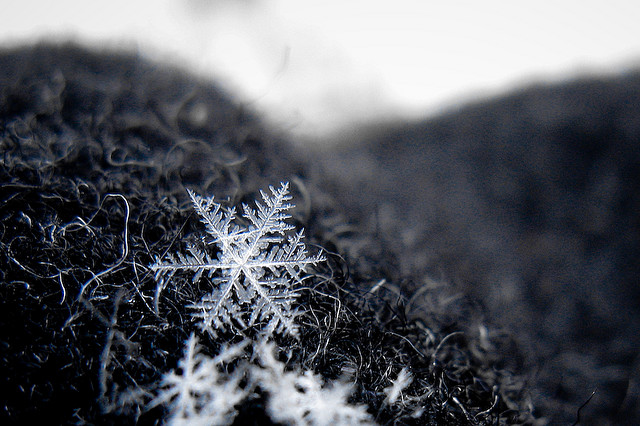
Всі сніжинки різні

Сніжинки утворюються в широкому спектрі складних форм, що призводить до народного вислову: «немає двох однакових». Хоча можливо, що це дуже малоймовірно. Перші спроби знайти ідентичні сніжинки, фотографуючи їх тисячі у мікроскоп розпочаті в 1885 Вілсоном Бентлі. Він знайшов широке розмаїття сніжинок, яке ми знаємо сьогодні. В 1988 Ненсі Найт під час документування сніжинки Національного центру атмосферних досліджень виявив дві однакові сніжинки полого-колонного типу.

## Використання як символу

Символ сніжинки

Часто сніжинка є традицією сезонних образів або мотивів, які використовуються у Різдво Христове, особливо в Європі, Сполучених Штатах та Канаді. Вона являє собою традиційне Біле Різдво. Протягом цього періоду є достатньо популярним виготовлення сніжинок з паперу, складаючи листок кілька разів, вирізаючи моделі ножицями, а потім розгортаючи.
Сніжинки також часто використовуються як символи, що представляють зиму або холодні умови. Наприклад, зимові шини, які підсилюють зчеплення під час суворих зимових умов керування, позначені сніжинкою. Сніжинка була символом Зимових Олімпійських ігор 2002 в Солт-Лейк-Сіті, штат Юта.
У геральдиці сніжинка є стилізованим зарядом, який часто використовується для представлення зими або зимового виду спорту.
Три різні символи сніжинки кодуються в Юнікод: «сніжинка» на U+2744 (❄); «щільно трійчаста сніжинка» При U+2745 (❅); і «сніжинка важкий шеврон» на U+2746 (❆).

## Галерея
Вибір фотографій, зроблених Вілсоном Бентлі (1865—1931) :

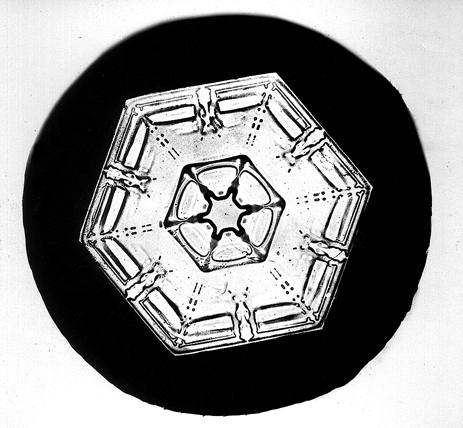
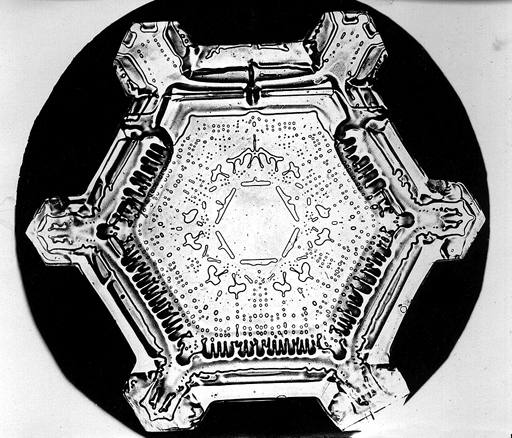
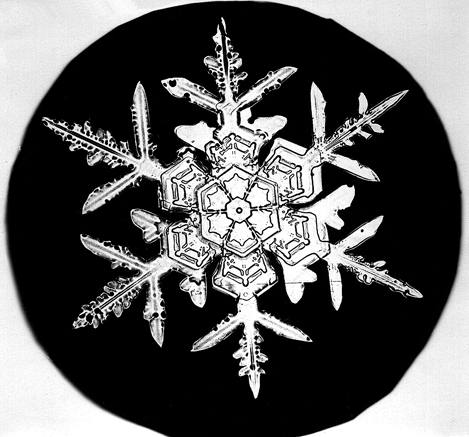
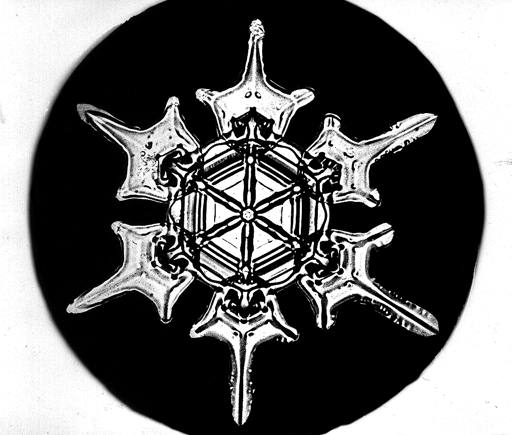
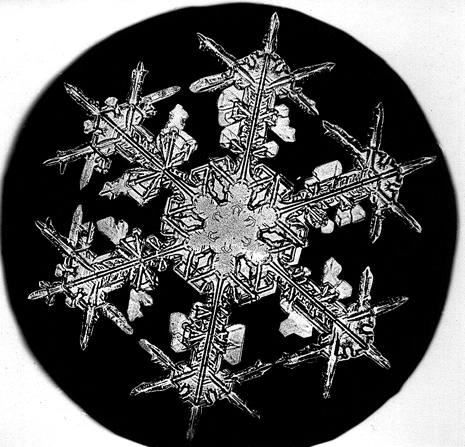
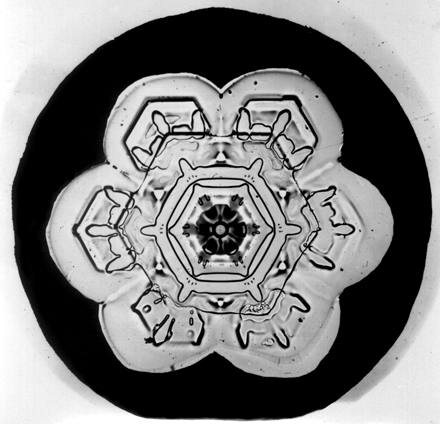
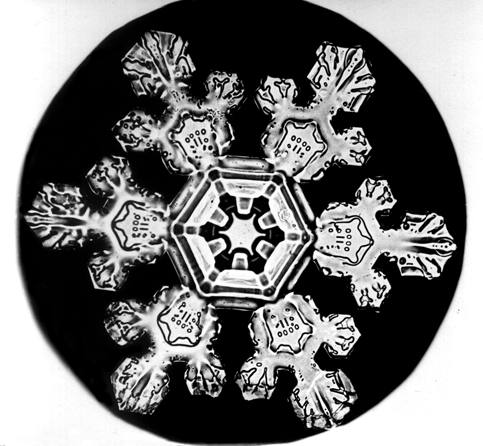
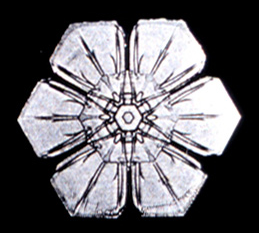
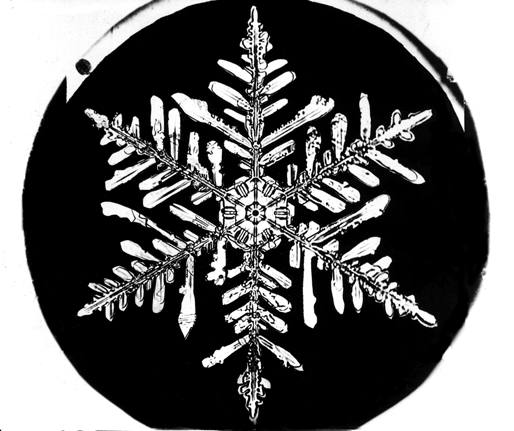
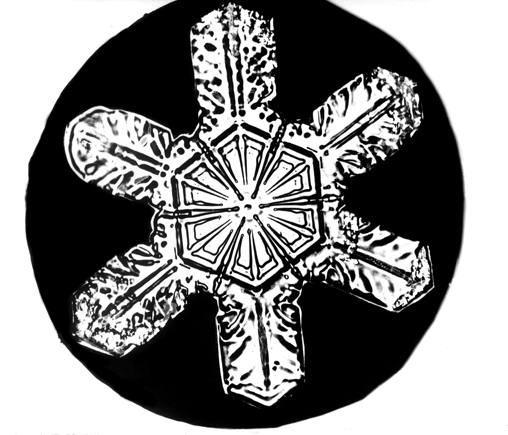
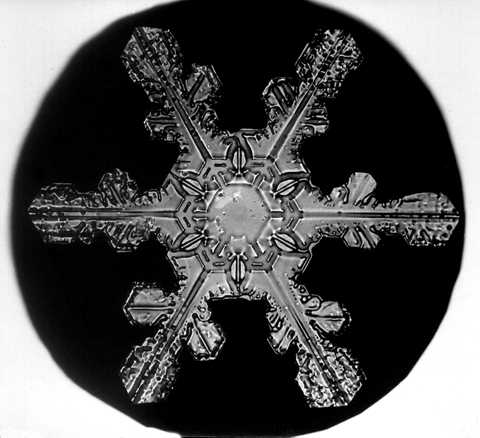
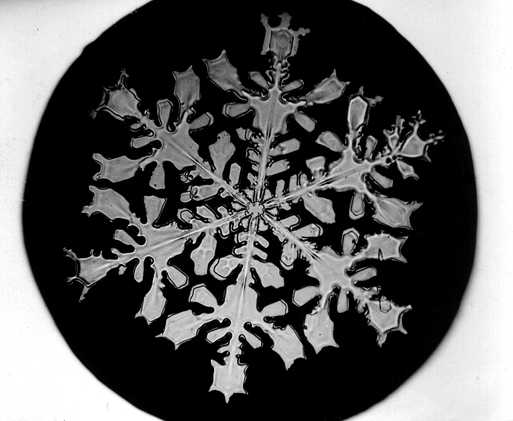

## Подальше читання
- Kenneth G. Libbrecht[en] (2006). Ken Libbrecht's Field Guide to Snowflakes. Voyageur Press. ISBN 0-7603-2645-2.